# ريك ريد (حكم كرة قاعدة)
ريك ريد (بالإنجليزية: Rick Reed)‏ هو حكم كرة قاعدة ‏ أمريكي، ولد في 3 مارس 1950 في ديترويت في الولايات المتحدة.